# 朔州市
朔州市（さくしゅう-し）は、中華人民共和国山西省北西部に位置する地級市。三国時代の武将張遼の出身地。石炭採掘が盛んで、巨大な露天掘り炭鉱複数を含む中国有数の規模の平朔炭鉱が所在する。

## 地理
山西省の西北部に位置し、大同市・忻州市・内モンゴル自治区に接する。元子河と恢河が合流し、桑乾河となって河北省方面へ流れている。
年間降水量428mm、年平均気温6.4℃。

## 歴史
春秋時代以前、朔州は北狄の活動範囲であり、戦国時代に趙の版図に入った。秦代には雁門郡が設置され、漢代に初めて馬邑県・中陵県・劇陽県・陰館県・汪陶県・埒県・楼煩県・善無県の8県が設置され雁門郡に属した。後漢末の戦乱期、朔州では農民の逃亡が相次ぎ、これらの県は人口希薄となり名目的な存在となっている。
晋代になると、荒廃した朔州復興を目的に峪嶺（現在の雁門関）以北からの移民を奨励した。これより人口も増加、北魏が平城に建都すると、朔州は畿内となり桑乾郡（山陰県東部）・繁畤郡（応県東）・馬邑郡の3郡が設置された。
621年（武徳4年）、唐代は馬邑郡を朔州と改められ、現在の地名が史書に登場することとなる。
後晋の936年（天福元年）、朔州は遼に割譲されると順義軍節度となり副京の一つである西京道に属した。五代・遼・金・元代を通じては鄯陽県と称され、北宋末は朔寧府の府治が、金・元皆では朔州の州治が設置された。
明清代は朔州は大同府に属し、中華民国の成立まで沿襲された。1912年、州制の廃止に伴い朔州は朔県と改称、雁門道に帰属したが、道制廃止に伴い翌年山西省に移管された。
中華人民共和国が成立すると、当初は察哈爾省の管轄とされたが、1952年に山西省に移管された。1989年1月、朔県・平魯県・山陰県を管轄する地級市としての朔州市が成立、1993年7月の雁北地区廃止に伴い、その管轄であった応県・右玉県・懐仁県が移管され現在に至る。

## 行政区画
2市轄区・1県級市・3県を管轄する。
- 市轄区：
  - 朔城区・平魯区
- 県級市：
  - 懐仁市
- 県：
  - 山陰県・右玉県・応県

| 朔州市の地図                            |
| --------------------------------------- |
| 朔城区 平魯区 山陰県 応県 右玉県 懐仁市 |

### 年表
この節の出典

#### 晋北専区(1956年)
- 1956年5月18日 - 雁北専区(12県)・忻県専区(17県)が合併し、晋北専区が発足。(29県)
- 1956年6月25日 
  - 陽高県・天鎮県・広霊県・霊丘県・渾源県・応県・山陰県・朔県・平魯県・左雲県・右玉県・大仁県が雁北専区に編入。
  - 忻県・代県・寧武県・静楽県・五台県・定襄県・繁峙県・崞県・陽曲県・嵐県・岢嵐県・興県・保徳県・河曲県・偏関県・神池県・五寨県が忻県専区に編入。

#### 朔州市
- 1988年3月24日 - 雁北地区朔県・平魯県が合併し、朔州市が発足。朔城区・平魯区を設置。(2区1県)
  - 雁北地区山陰県を編入。
- 1993年6月25日 - 雁北地区懐仁県・右玉県・応県を編入。(2区4県)
- 2018年2月22日 - 懐仁県が市制施行し、懐仁市となる。(2区1市3県)

## 交通
空港
- 平朔安太堡空港

鉄道
- 同蒲線

道路
- 大運高速道路